# Heptacodium
Heptacodium é um gênero botânico pertencente a família das Caprifoliaceae.

## Espécies
- Heptacodium jasminoides
- Heptacodium miconioides
- Heptacodium miconoides